# Вільям Лоу
Вільям Лоу (англ. William Cleland Lowe; 15 січня 1941 — 19 жовтня 2013) — американський інженер, один з творців комп'ютера IBM PC.
Лоу здобув освіту фізика у Лафаєтт-коледжу у Пенсільванії.
Приєднався до IBM з 1962 року. Коли компанія в кінці 1970-х років задумалася про вихід на ринок персональних комп'ютерів (основним продуктом IBM в той час були мейнфрейми), він підтримав цю ініціативу і став шукати способи її втілення в життя.
Одним з варіантів, що розглядаються Лоу, була співпраця з ігровою компанією Atari і випуск спільного пристрою, але керівництво IBM відкинуло цю ідею. Тоді Лоу в 1980 році зібрав команду з 12 інженерів і пообіцяв за рік створити недорогий комп'ютер для кінцевих користувачів і невеликих компаній.
Через брак часу в машині було вирішено використовувати вироби інших компаній — як «залізо», так і програми. У комп'ютері задіяли процесор Intel 8088 з тактовою частотою 4,77 мегагерца і операційну систему MS-DOS 1.0, створену маловідомою в той час компанією Microsoft.
Комп'ютер, що отримав назву IBM Personal Computer (або модель 5150), був представлений 12 серпня 1981. Через невисоку ціни (версія без монітора, твердого диска і дисководів коштувала 1565 доларів США) він користувався попитом: тільки за перший рік було продано понад 250 тисяч машин.
Оскільки IBM не стала патентувати рішення, використовувані в IBM PC, інші компанії (наприклад, Dell і Compaq) змогли налагодити випуск так званих «клонів» — комп'ютерів, «сумісних з IBM PC». «Клони» часто коштували дешевше від оригіналу, а архітектура IBM PC стала свого роду стандартом в індустрії ПК.
Керівник групи розробників IBM PC Дон Естрідж помер в 1985 році. Вільям Лоу пішов з компанії в 1988 році, перейшовши в Xerox. У 1991 році він зайняв пост президента в авіабудівній компанії Gulfstream Aerospace, що випускає літаки бізнес-класу.
Помер Вільям Лоу 19 жовтня 2013, причиною смерті став серцевий напад.